# Siloxerus multiflorus
Siloxerus multiflorus là một loài thực vật có hoa trong họ Cúc. Loài này được Nees miêu tả khoa học đầu tiên năm 1845.